# Wyeomyia atrata
Wyeomyia atrata är en tvåvingeart som beskrevs av John Nicholas Belkin och Hermann von Heinemann 1970. Wyeomyia atrata ingår i släktet Wyeomyia och familjen stickmyggor.
Artens utbredningsområde är Jamaica. Inga underarter finns listade i Catalogue of Life.